# Le Pont de Trinquetaille
Le Pont de Trinquetaille, parfois appelé L’Escalier du pont de Trinquetaille, est un tableau du peintre hollandais Vincent van Gogh (1853-1890) réalisé en octobre 1888 pendant son séjour à Arles.

## Influence et genèse

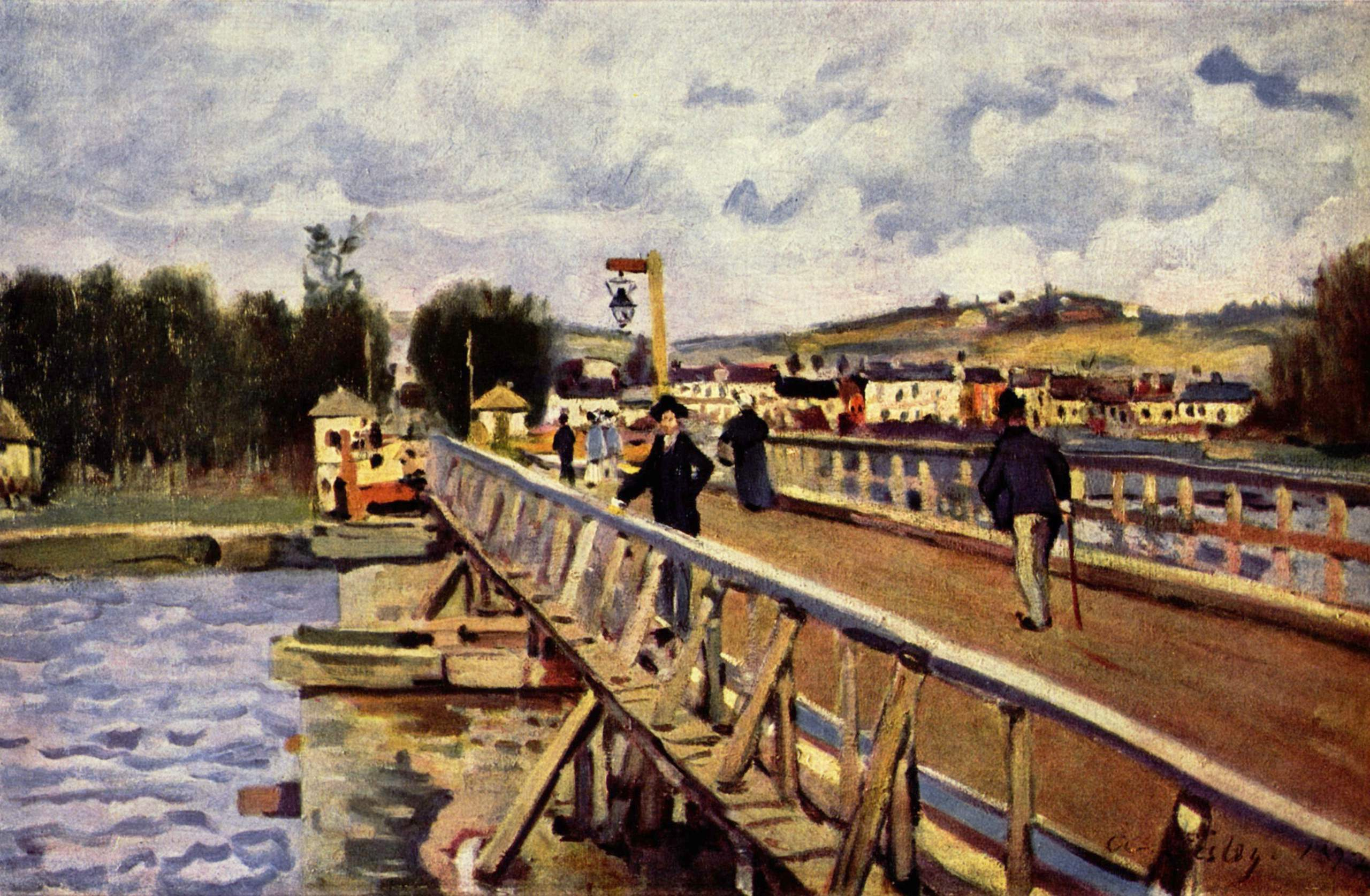
Passerelle d'Argenteuil d'Alfred Sisley (1872)

Comme d’autres artistes liés au mouvement impressionniste, tels que Sisley, Monet, Turner, Pissarro, Caillebotte ou Cézanne, Van Gogh est sensible aux éléments de la vie quotidienne et à ses nouveaux décors urbains. 

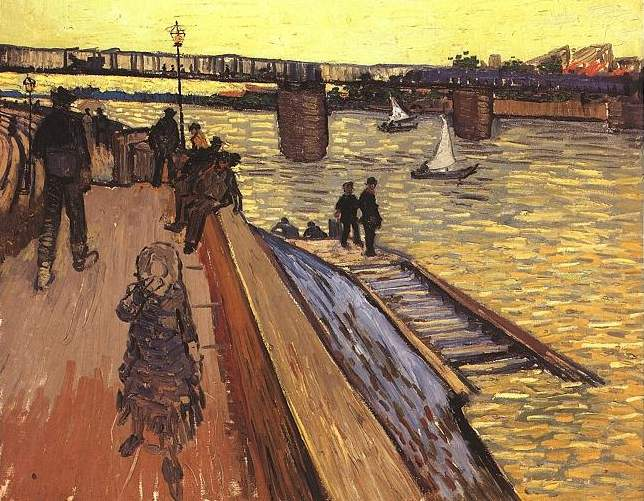
Version de juin 1888

Van Gogh peint ce pont pour la seconde fois ; on lui connaît en effet une autre représentation de cet ouvrage.  Il s’agit d’une huile sur toile (65 × 81 cm),  également appelée Le Pont de Trinquetaille ou Le Pont à Trinquetaille que l’artiste a réalisée quelques mois plus tôt en juin 1888, mais la vue diffère quelque peu. Elle représente le  pont vu de l’amont et dans sa totalité.
Le tableau peint en octobre fait partie des œuvres réalisées par Van Gogh pour décorer sa maison d'Arles, ainsi qu’il l’explique à son frère Théo, avec un croquis, dans sa lettre du 13 octobre (n° 552).

## Description

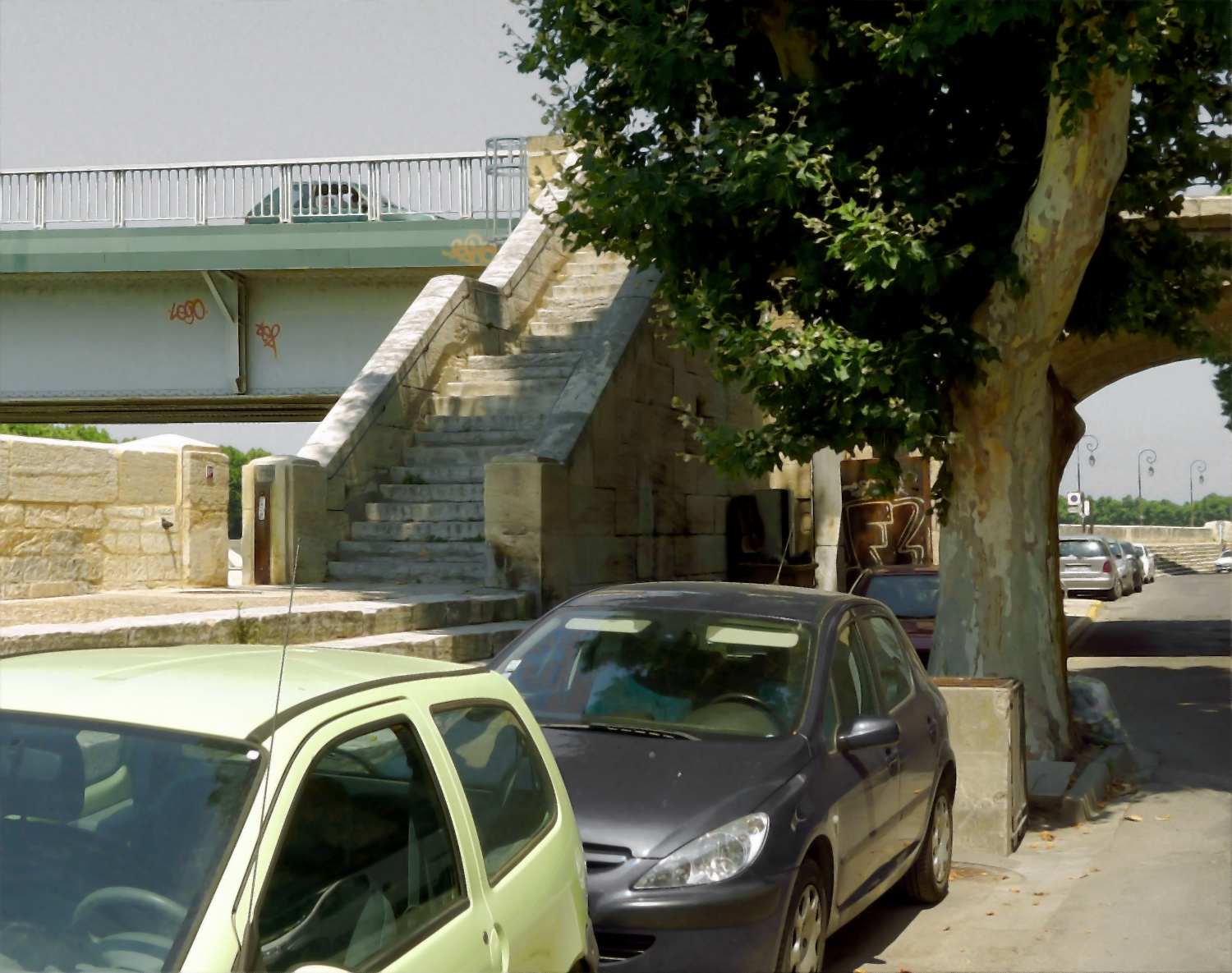
Le même lieu vu en 2011. Le pont a changé et le platane bien poussé.

Réalisé en octobre 1888, du quai de la Roquette, ce tableau montre un escalier accédant au pont métallique récent (il date de 1875) franchissant le Rhône et reliant le quartier de Trinquetaille et la Camargue aux autres quartiers de la ville. À propos de ce tableau, Van Gogh écrit (lettre 552) : 
« Le pont de Trinquetaille avec toutes ces marches est une toile faite par une matinée grise, les pierres, l'asphalte, les pavés sont gris, le ciel d'un bleu pâle, des figures colorées, un malingre arbre à feuillage jaune. »
Détail amusant, le jeune platane de l'époque existe toujours. Une photo de 2011 permet de le constater.

## Destinée de l’œuvre
En 2011, ce tableau appartient à un collectionneur privé.